# Apple Wallet
Apple Wallet (hay đơn giản là Wallet) là một ví điện tử được phát triển bởi Apple Inc. và được tích hợp trên iOS và watchOS, cho phép người dùng lưu trữ các loại thẻ Wallet như phiếu giảm giá, thẻ lên máy bay, thẻ sinh viên, thẻ căn cước công dân, thẻ tín dụng doanh nghiệp, thẻ nghỉ dưỡng, chìa khóa ô tô, chìa khóa nhà, vé sự kiện, thẻ giao thông công cộng, thẻ cửa hàng và (bắt đầu từ iOS 8.1) thẻ tín dụng và thẻ ghi nợ để sử dụng thông qua Apple Pay.
Apple Passbook được công bố tại Hội nghị các nhà phát triển toàn cầu của Apple năm 2012 vào ngày 11 tháng 6 năm 2012 và được phát hành cùng với iOS 6 vào ngày 19 tháng 9 năm 2012. Nó được đổi tên thành "Apple Wallet" với việc phát hành iOS 9 vào ngày 16 tháng 9 năm 2015.